# Takahiro Ko
Takahiro Ko (高 宇洋 Kō Takahiro?, Kawasaki, Kanagawa, 20 de abril de 1998) es un futbolista japonés que juega como centrocampista en el F. C. Tokyo de la J1 League.

## Trayectoria

### Clubes
| Club                            | País  | Año       |
| ------------------------------- | ----- | --------- |
| Gamba Osaka                     | Japón | 2017-2020 |
| Renofa Yamaguchi F. C. (cedido) | Japón | 2019-2020 |
| Albirex Niigata                 | Japón | 2021-2023 |
| F. C. Tokyo                     | Japón | 2024-     |